# فدراسیون جوانان ارمنی
فدراسیون جوانان ارمنی (ارمنی: Հայկական Երիտասարդաց Դաշնակցութիւն) یک سازمان جوانان انقلابی است؛ که در سال ۱۹۳۳ تأسیس شد، و بعد به یک سازمان جهانی ارمنی تبدیل شد و فعالیتهایش را بر روی ۵ دسته‌بندی حول مسئله ارمنی (Hai Tahd) متمرکز کرد از جمله اجتماعی، ورزشی و فرهنگی همچنین بر مناسبات دموکراتیک اجتماعی و نگرش برادرانه نسبت به ایده‌ها و افراد در میان اعضای خود را ترویج کرد. اتحاد و هم‌کاری ویژگی‌های مهمی هستند که به اعضای سازمان اجازه می‌دهد تا با یکدیگر کار کنند تا اهداف این سازمان جوانان انقلابی را درک کنند. این سازمان عضو کامل اتحادیه بین‌المللی جوانان سوسیالیست و جوان اروپایی سوسیالیست‌های اروپا است.